# Lucy Foley
Lucy Foley é uma autora inglesa de ficção histórica contemporânea e romances de mistério. Seus romances The Paris Apartment e The Guest List são best-sellers do New York Times.
Em 2022 ela já havia vendido 140 mil livros no Brasil.

## Biografia

### Educação
Ela estudou literatura inglesa na University College London e Universidade de Durham.

### Carreira
Foley trabalhou como editora no Headline Publishing Group e na Hodder & Stoughton antes de escrever em tempo integral. Ela já escreveu para veículos como ES Magazine, Sunday Times Style, Grazia e outros.
The Hunting Party (2019) é sua estreia na literatura de suspense, após a publicação de três romances históricos, que foram traduzidos para dezesseis idiomas.
Sobre a criação de livros do gênero thiller por mulheres, ela declara:

O que eu gosto dos livros escritos por mulheres é da construção dos personagens, que geralmente têm algum impacto com o crime e os motivos psicológicos que cercam a trama. É sobre isso que quero ler: bons personagens primeiro, mortes depois. Mulheres fazem isso muito bem.

## Obras
- The Midnigh Feast (2024)
- The Paris Apartment (2022) O Apartamento de Paris (Intrínseca, 2022)
- The Guest List (2020) A Lista de Convidados (Intrínseca, 2021)
- The Hunting Party (2019) A Última Festa (Intrínseca, 2020)
- Last Letter from Istanbul (2018)
- The Invitation (2016)
- The Book of Lost and Found (2015)